# 有限空间作业

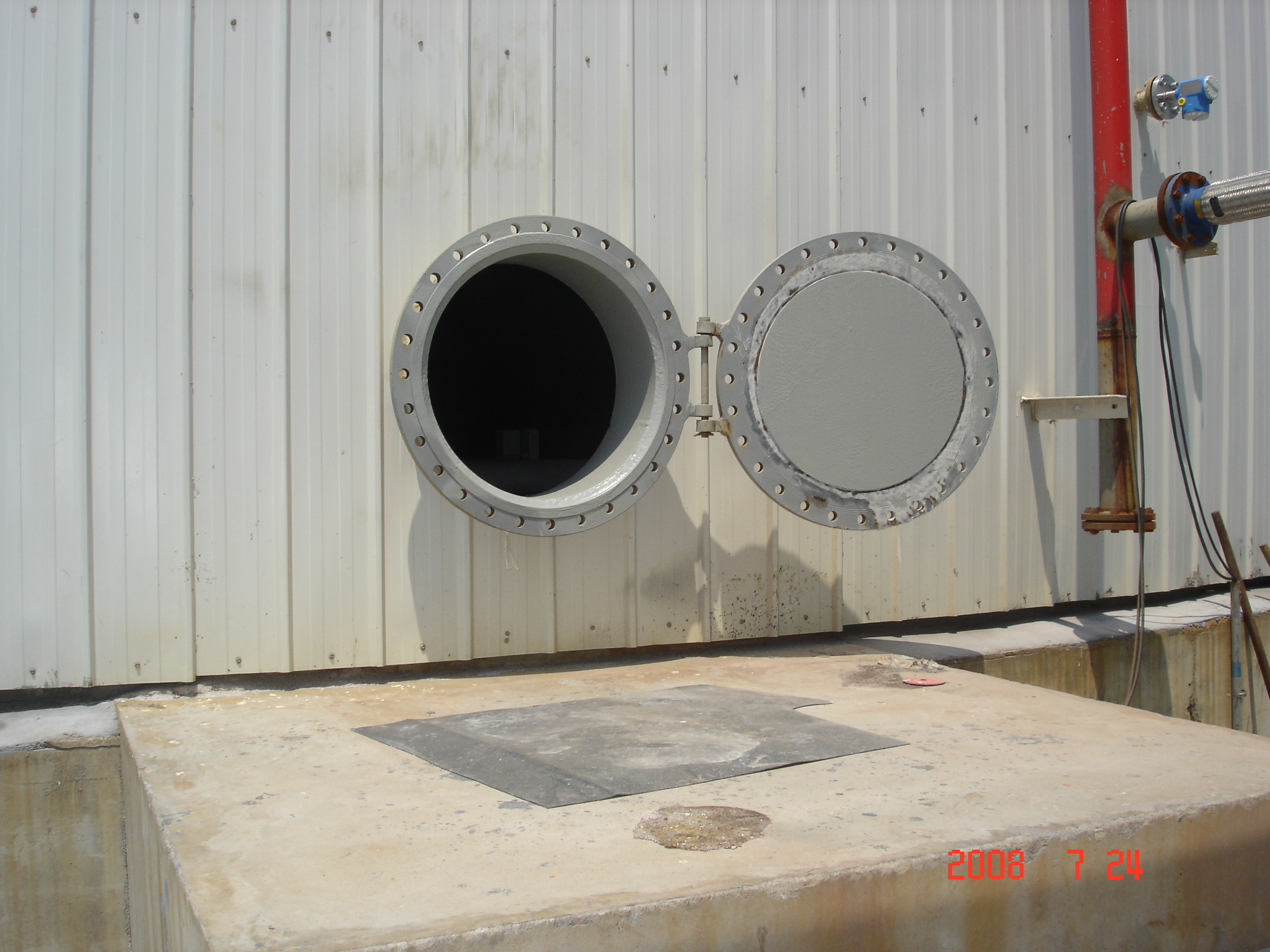
储油罐内部属于一个典型的受限空间作业区域

有限空间作业是指在有限空间（英文：Confined space，也可称为侷限空間、受限空间或密闭空间）进行的作业，是一种危险性较大的特种作业，在能源、冶金、建筑、机械、危险品、纺织、烟草等行业存在较广泛。有限空间作业的主要危险因素有：火灾爆炸、中毒窒息及人员被困等，以上因素均可能造成操作人员伤亡或设备设施损毁。

## 有限空间

### 概述
有限空间也称为密闭空间，是指封闭或者部分封闭，与外界相对隔离，出入口较为狭窄，作业人员不能长时间在内工作，自然通风不良，易造成有毒有害、易燃易爆物质积聚或者氧含量不足的空间。各种锅炉、储罐、仓库、池、槽车、检查井、管道、烟道等和以及下水道、沟、坑、井、阀门间、污水处理设施等均为有限空间。

### 种类
下列空间范围属于安全生产方面所界定的“有限空间”，有的分类把有限空间分为“密闭设备”“地上有限空间”“地下有限空间”三类：
- 锅炉：利用燃料燃烧放出的热能或者其他热能加热水或其他工质，以生产规定参数（温度、压力）的品质的蒸汽、热水或者其他工质的设备[6]；
- 储罐：有储油罐（原油储罐和成品油储罐）[7]、储气罐（天然气储罐等）、水罐（如消防水罐）等；
- 槽车：在铁路运输原油和成品油的槽罐车、汽车槽罐车等内部进行清污、检修等作业；
- 管道、烟道：管道和烟道空间细长狭窄，在内部作业属于有限空间作业；
- 另外还有，各类作业井、下水道、阀门间、沟、坑等，锅炉、储罐、压力管道等均属于特种设备[8]。

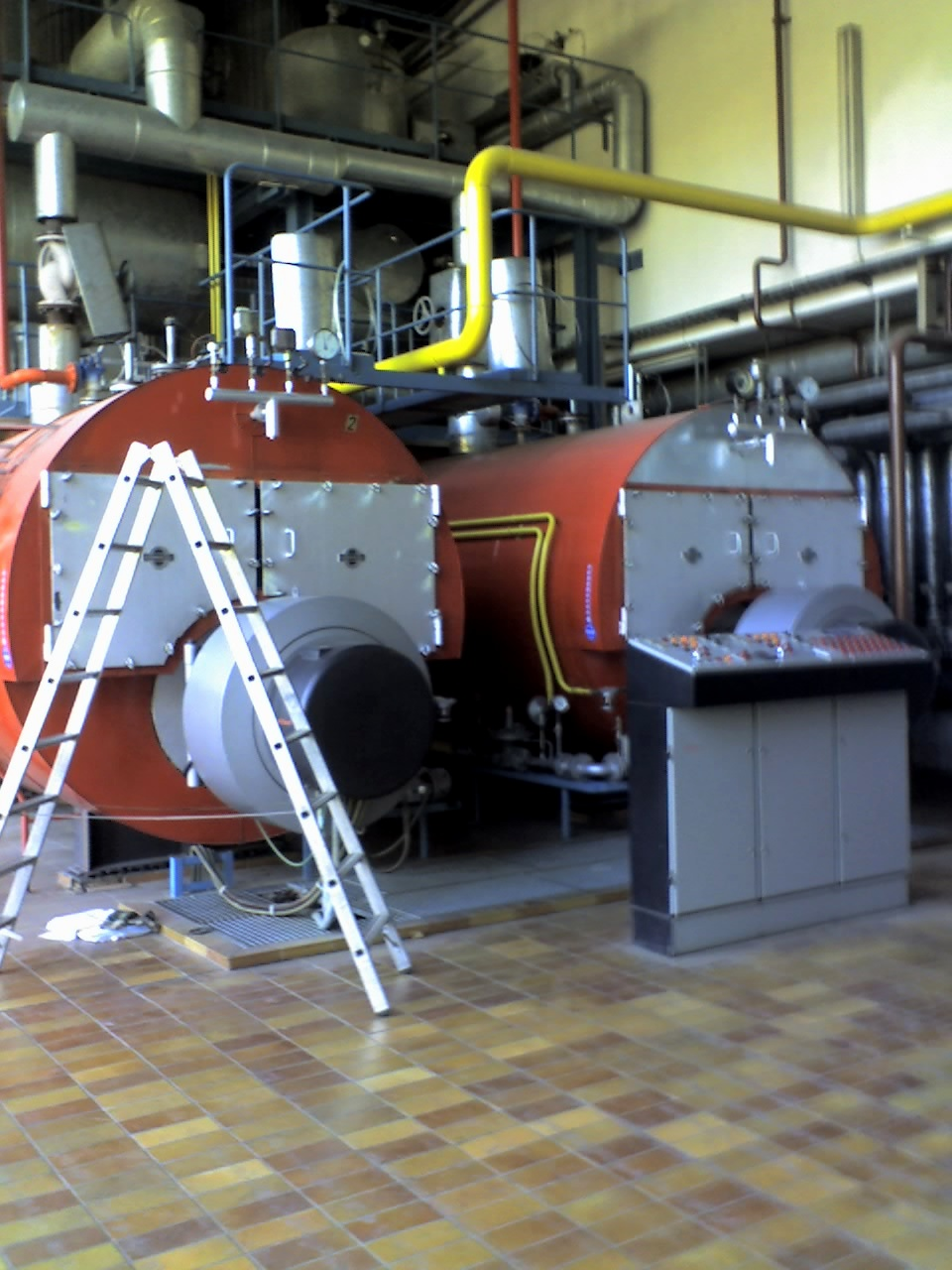
在锅炉内部进行作业亦为“有限空间作业”
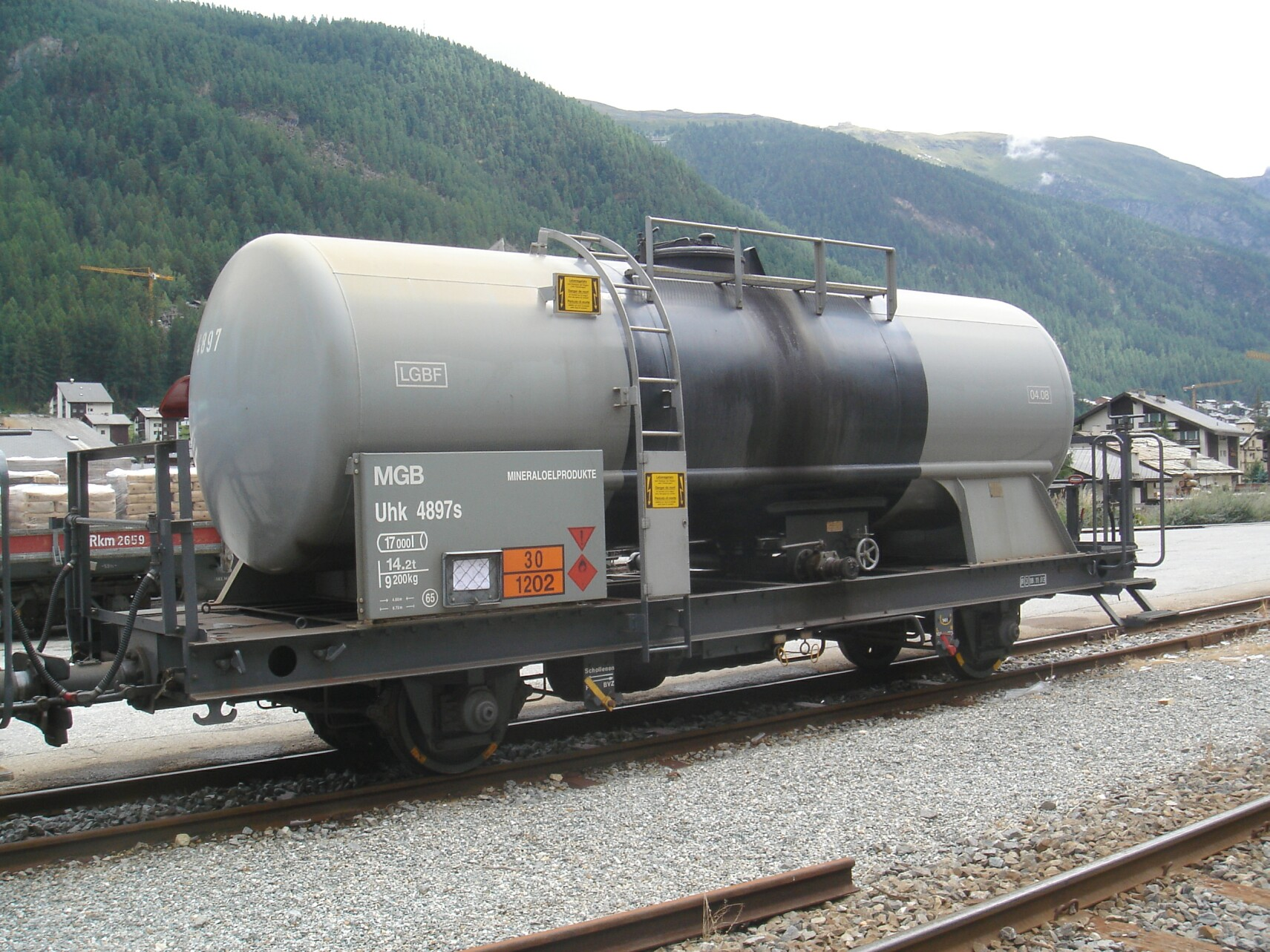
铁路运输油品的槽罐内部也是有限空间
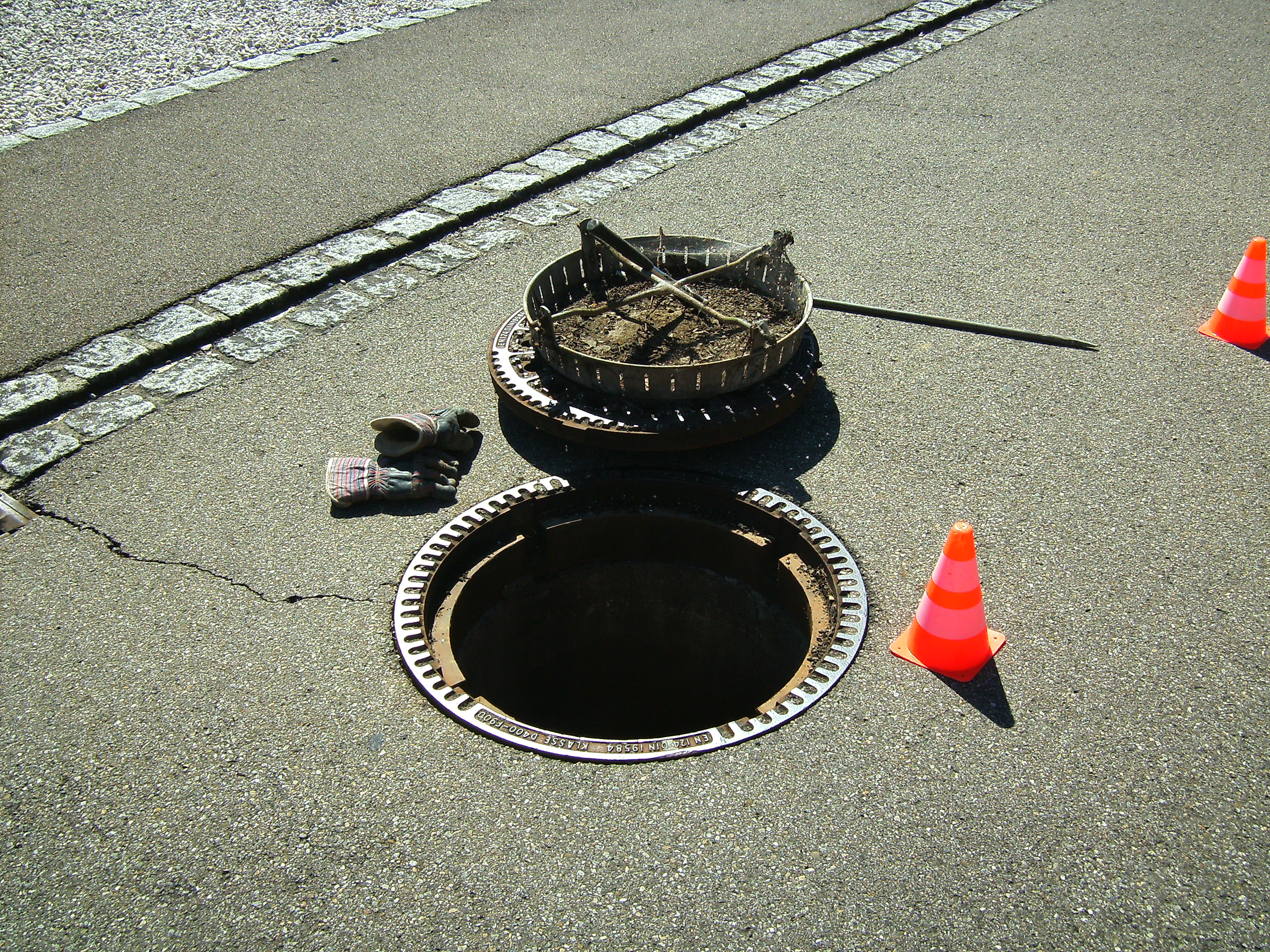
下水道、电缆井等也是典型的有限空间
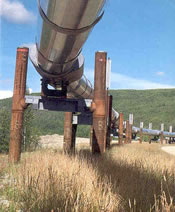
管道内部也是有限空间
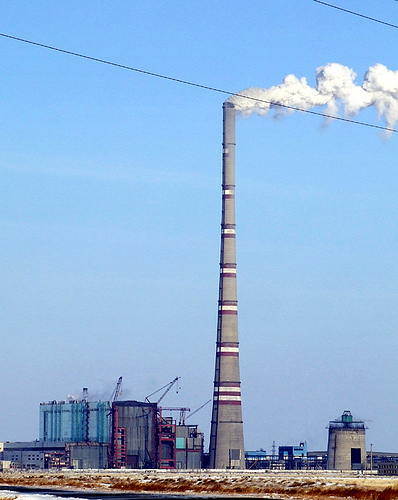
烟道内也是典型的有限空间作业场所

## 危险因素
有限空间具有出入口狭小、进出不便、通风不良的结构特点，容易造成有毒有害和易燃易爆物质聚集；有限空间通常光线暗弱，容易引起干扰作业者视觉；空间内的回声会干扰作业者听觉；空间内作业人员与外界沟通不畅等，因此，在有限空间进行作业容易产生以下几种作业危险：
1. 有限空间内含有的有害物质浓度超过了立即威胁生命或健康的浓度。若同时作业人员未佩戴呼吸防护用品或呼吸防护用品因故障等原因失效，导致有过量有害物质侵入身体，对作业人员构成生命威胁。如二氧化碳、硫化氢、甲烷等，如果作业人员吸入过量有害气体，將會中毒或窒息[10]；
2. 由于通风不良，长时间作业导致空间内氧气含量不足，引起缺氧窒息事故[11]；
3. 易燃易爆气体集聚，达到爆炸极限，引发火灾爆炸事故；
4. 其他诸如淹溺、坍塌掩埋、触电、机械伤害、噪音、高处坠落、滑倒、绊倒及跌倒、坠物伤害、灼伤、中暑等[3]。

有限空间作业的事故具有季节性特点，一般春夏两季更多发，此外最频发的事故类型主要是中毒和窒息，而由于没有制度保障或没有应急演练造成的盲目施救也可能导致事故扩大。

## 部分事故统计
1999年，根据美国职业安全与卫生管理局（OSHA），国家职业安全健康研究所（NIOSH）和矿业安全卫生管理局（MHSA）的报告，发布了有限空间死亡事件的研究报告，其中列出了他们的原因，研究人员认为，以下事故和死亡数字只占实际发生的的有限空间事故的一小部分，因为许多地点最初没有被确定为有限空间，OSHA报告在1982年之前的研究中没有包括非危险的有限空间死亡人数，NIOSH仍然不要在其研究中包括非危险的有限空间死亡，美国的部分州不会注意到向OSHA提交的死亡报告中存在有限空间。
| 序号 | 事故种类                    | 事故死亡状况 |
| 1    | 火灾与爆炸（OSHA 1982a）    | 1974年至1979年期间发生的事故为50次，死亡人数为76人，大多数事故是由于工人错误或设备故障造成的                                           |
| 2    | 锁定标签（OSHA 1982b）      | 1974年至1980年期间发生的事故83起，死亡人数为83人，该类别包括工厂车间的输送带和机械等，通常不被认为是密闭空间，但满足密闭空间的标准     |
| 3    | 谷物处理（OSHA 1983）       | 从1977年到1981年的105起事故中有126人死亡                                                                                               |
| 4    | 中毒和窒息环境（OSHA 1985） | 1974年至1982年间发生的事故122起，死亡人数为173人                                                                                       |
| 5    | 焊接和切割（OSHA 1988）     | 1974年至1985年的217起事故，死亡人数为262人，OSHA关于焊接和切割死亡的报告不记录是否在密闭空间发生事件，估计有22％的事件处于密闭空间     |
| 6    | 造船与修理（OSHA 1990）     | 1974年至1984年发生了151起事故，死亡人数为176人，OSHA关于造船事故的报告不记录事件是否发生在狭窄的空间内，估计有36％的事件处于密闭的空间 |
| 7    | 矿业（“1988年MSHA报告”）    | 1980年至1986年期间发生有限空间作业事故为38人，死亡人数为44人                                                                           |

据美国劳工部劳工统计局发布的“致命的职业伤害计划的人口普查”的统计数据，1996-2000五年间，在有限的空间致作业者死亡人数最少为1998年的81人，最多是2000年的100人，平均每年死亡92人。

## 安全防护措施
由于有限空间作业存在多种危险源会导致人员伤亡和设备损坏，故需要比较严格的安全防护措施：
- 首先要制定有限空间作业的安全管理制度，包括：出入审批制度、作业许可制度、现场管理制度、作业相关人员的培训教育制度等；
- 有限空间必须坚持“先通风、再检测、后作业”的原则，一般情况下通风的时间不小于半小时，且作业期间要持续通风，若作业停止半小时以上，则必须重新通风才可进入作业，且必须经过检测，气体环境符合后，方可进入作业；
- 有限空间作业必须实时对空间内的含氧量、有毒有害气体的含量等进行不间断监测，防止有毒有害气体集聚，防止缺氧；
- 必须有作业区域外人员与作业人员保持不间断沟通，以便发生意外时，可以及时采取应急抢险救援措施；
- 必须保持充足照明，避免因光线不足产生危险，作业设备、照明通讯设施，均必须符合防爆要求，以免发生火灾爆炸；
- 作业完成后，必须清点人员，以防人员因为疏忽大意被遗留在有限空间作业场所内。[2]

## 应急预案和事故救援
涉及密闭空间的伤害和死亡事件十分频繁，并且经常涉及连续的死亡事件，当救援者屈服于与初始受害者相同的问题时。大约有60％的死亡人员涉及潜在的救援人员，有超过30％的遇难者在经过测试并确认可以安全进入的地方遇难。一个例子是：2006年加拿大不列颠哥伦比亚省关闭的沙利文矿发生事故，为了营救一个受害者，三个救援人员全部遇难。
有限空间救援具有很强的技术性和系统性，当发生事故时，应优先以抢救涉险人员生命，并且注意保护施救者的安全，防止因盲目施救导致伤亡增加。具有有限空间作业场所的单位和区域，应制定有限空间作业事故的应急预案并组织加强演练，提高相关人员的事故应急救援能力。